# Escalada esportiva nos Jogos Olímpicos de Verão de 2020 - Qualificação
Este artigo detalha a fase de qualificação da escalada esportiva nos Jogos Olímpicos de Verão de 2020. (As Olimpíadas foram adiadas para 2021 devido à pandemia de COVID-19).. Cada Comitê Olímpico Nacional (CON) poderia obter o máximo de duas vagas em cada evento (total máximo de quatro vagas nos dois eventos). Cada evento terá 20 competidores qualificados: 18 por qualificatórias, 1 do país-sede (Japão) e 1 por convite da Comissão Tripartite.

## Linha do tempo
| Evento                                        | Data                                   | Local          |
| --------------------------------------------- | -------------------------------------- | -------------- |
| Campeonato Mundial de 2019                    | 11 a 22 de agosto de 2019              | Hachioji       |
| Evento Mundial de Qualificação Olímpica       | 28 de novembro a 1 de dezembro de 2019 | Toulouse       |
| Evento Pan-Americano de Qualificação Olímpica | 24 de fevereiro a 1 de março de 2020   | Los Angeles    |
| Campeonato Europeu                            | 19 a 29 de novembro de 2020            | Moscou         |
| Campeonato Asiático                           | Cancelado                              | Morioka Xiamen |
| Campeonato Africano                           | 17 a 20 de dezembro de 2020            | Cidade do Cabo |
| Campeonato da Oceania                         | 19 a 20 de dezembro de 2020            | Sydney         |

Os Campeonatos Europeu, Africano, Asiático e da Oceania foram adiados devido à pandemia de COVID-19. O Campeonato Asiático foi cancelado posteriormente devido a restrições de viagens em países asiáticos como resultado da pandemia.

## Qualificação
O Japão, como país-sede, tinha ao menos uma vaga garantida. Inicialmente as regras foram interpretadas como do país apenas se nenhum japonês conseguisse qualificação em outros eventos.
A primeira oportunidade de qualificação foi o Campeonato Mundial Combinado, em que os sete melhores conquistaram uma vaga. Como quatro atletas japoneses conquistaram a vaga neste evento (dois homens e duas mulheres), a vaga não utilizada do país-sede foi para o próximo atleta no Campeonato Mundial que ainda não estivesse qualificado e não viesse de um país que já tivesse dois escaladores qualificados. 
A segunda oportunidade, o Evento de Qualificação Olímpica, contou com os próximos 22 atletas ranqueados na classificação da Copa do Mundo e que ainda não tivessem a vaga olímpica; desses, os seis melhores conquistaram a vaga para os Jogos Olímpicos.
Entre fevereiro e maio de 2020, cada continente deveria sediar um Campeonato Continental Combinado, com o melhor classificado ainda não qualificado conquistando a vaga. Apenas o Campeonato Pan-Americano foi realizado antes da pandemia de COVID-19 suspender as competições. Em fevereiro de 2020, para lidar com possíveis cancelamentos dos torneios devido à pandemia, IFSC atualizou os guias de qualificação conforme o seguinte: "Vagas não utilizadas de qualquer Campeonato Continental serão realocadas para o próximo atleta ainda não qualificado daquele continente que tivesse a melhor posição no Campeonato Mundial de 2019 respeitando o limite de vagas por gênero por CON."
Com o cancelamento do Campeonato Asiático, Jongwon Chon e Seo Chae-hyun, ambos da Coreia do Sul, foram os qualificados da região.
O convite da Comissão Tripartite deveria ser alocado após os campeonatos continentais, porém o prazo foi perdido e as vags foram entregue aos próximos atletas elegíveis do Campeonato Mundial de 2019.

### Seleção
Após a qualificação do atleta, ele recebe a vaga pela Federação Internacional de Escalada Esportiva, devendo ser confirmada pelo seu Comitê Olímpico Nacional (CON). Em alguns casos, o CON pode decidir não utilizar a vaga para decidir quem irá preenchê-la posteriormente. Durante o Campeonato Mundial Combinado, os escaladores japoneses Akiyo Noguchi, Miho Nonaka, Tomoa Narasaki e Kai Harada conquistaram a vaga, porém apenas Noguchi e Narasaki foram confirmados posteriormente nas Olimpíadas. Posteriormente, a IFSC e a Associação de Escalada Esportiva e Montanhismo do Japão (JMSCA) confirmadam Nonaka e Harada como atletas qualificados.
Em novembro de 2019, a Associação de Escalada Esportiva e Montanhismo do Japão (JMSCA) processou a IFSC devido a incertezas no sistema de qualificação e como a vaga de 'país-sede' poderia ser utilizada. A mudança de regras também afetou a via de seleção de atletas de outros países. Todavia, a Corte Arbitral do Esporte (CAS) rejeitou o caso em dezembro de 2020.

## Sumário de qualificação
| CON                 | Masculino | Feminino | Total |
| ------------------- | --------- | -------- | ----- |
| RSA África do Sul   | 1         | 1        | 2     |
| GER Alemanha        | 2         |          | 2     |
| AUS Austrália       | 1         | 1        | 2     |
| AUT Áustria         | 1         | 1        | 2     |
| CAN Canadá          | 1         | 1        | 2     |
| KAZ Cazaquistão     | 1         |          | 1     |
| CHN China           | 1         | 1        | 2     |
| KOR Coreia do Sul   | 1         | 1        | 2     |
| SLO Eslovênia       |           | 2        | 2     |
| ESP Espanha         | 1         |          | 1     |
| USA Estados Unidos  | 2         | 2        | 4     |
| FRA França          | 2         | 2        | 4     |
| GBR Grã-Bretanha    |           | 1        | 1     |
| ITA Itália          | 2         | 1        | 3     |
| JPN Japão           | 2         | 2        | 4     |
| POL Polônia         |           | 1        | 1     |
| CZE República Checa | 1         |          | 1     |
| RUS Rússia†         | 1         | 2        | 3     |
| SUI Suíça           |           | 1        | 1     |
| Total: 19 CONs      | 20        | 20       | 40    |

† "Espera-se que os atletas russos não envolvidos em doping possam competir nas Olimpíadas e em outros campeonatos mundiais, sob uma bandeira neutra."

## Atletas qualificados
| Critério                        | Vagas | Masculino | Feminino |
| ------------------------------- | ----- | --- | --- |
| País-sede                       | 1     | JPN Kai Harada | JPN Miho Nonaka |
| Campeonato Mundial              | 7     | JPN Tomoa Narasaki AUT Jakob Schubert KAZ Rishat Khaibullin FRA Mickaël Mawem GER Alex Megos ITA Ludovico Fossali CAN Sean McColl | SLO Janja Garnbret JPN Akiyo Noguchi GBR Shauna Coxsey POL Aleksandra Mirosław SUI Petra Klingler USA Brooke Raboutou AUT Jessica Pilz |
| Evento de Qualificação Olímpica | 6     | CZE Adam Ondra FRA Bassa Mawem GER Jan Hojer CHN Pan Yufei ESP Alberto Ginés López USA Nathaniel Coleman                          | FRA Julia Chanourdie SLO Mia Krampl RUS Iuliia Kaplina USA Kyra Condie ITA Laura Rogora CHN Song Yiling                                |
| Campeonato Pan-Americano        | 1     | USA Colin Duffy | CAN Alannah Yip |
| Campeonato Africano             | 1     | RSA Christopher Cosser | RSA Erin Sterkenburg |
| Campeonato Europeu              | 1     | RUS Aleksei Rubtsov | RUS Viktoriia Meshkova |
| Campeonato da Oceania           | 1     | AUS Tom O'Halloran | AUS Oceana Mackenzie |
| Campeonato Asiático             | 0‡    | — | — |
| Comissão Tripartite             | 0‡    | — | — |
| Realocação                      | 2     | KOR Chon Jong-won ITA Michael Piccolruaz                                                                                          | KOR Seo Chae-hyun FRA Anouck Jaubert                                                                                                   |
| Total                           | 20    | | |

‡ Essas vagas foram realocadas pelo cancelamento do Campeonato Asiático e pela perda do prazo pela Comissão Tripartite.